# Valle de Santa Ana
Valle de Santa Ana ist eine Gemeinde (municipio) mit 1.107 Einwohnern (Stand: 2024) im Süden der spanischen Provinz Badajoz in der Autonomen Gemeinschaft Extremadura.

## Lage
Valle de Santa Ana liegt ca. 90 km (Fahrtstrecke) südsüdöstlich der Provinzhauptstadt Badajoz in einer Höhe von ca. 505 m.
Das Klima im Winter ist gemäßigt, im Sommer dagegen warm bis heiß; die geringen Niederschlagsmengen (ca. 531 mm/Jahr) fallen – mit Ausnahme der nahezu regenlosen Sommermonate – verteilt übers ganze Jahr.

## Bevölkerungsentwicklung
| Jahr      | 1970 | 1981 | 1991 | 2001 | 2011 | 2021 |
| Einwohner | 1922 | 1429 | 1338 | 1229 | 1183 | 1132 |

## Sehenswürdigkeiten
- Annenkirche (Iglesia de Santa Ana)

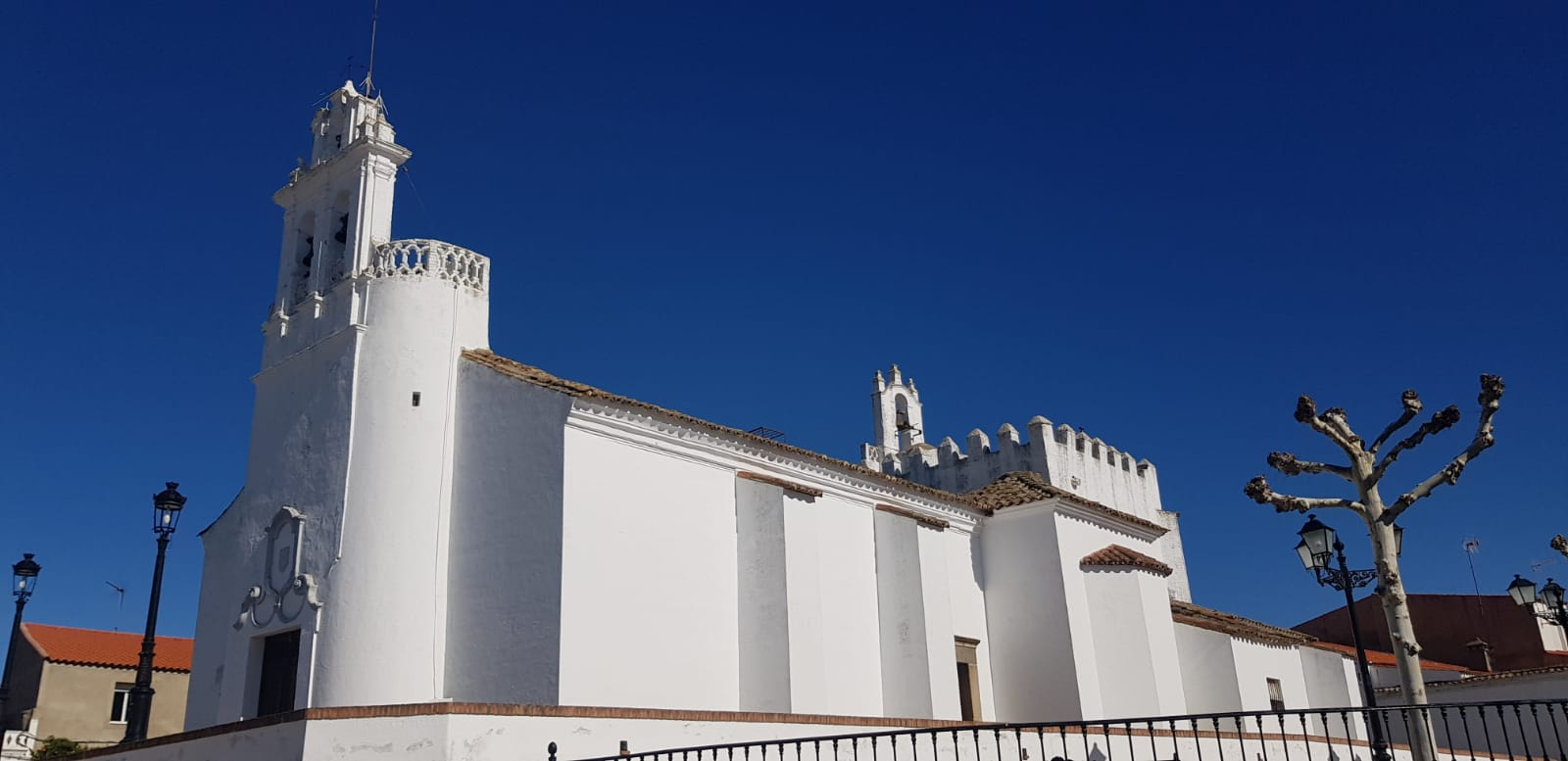
Annenkirche
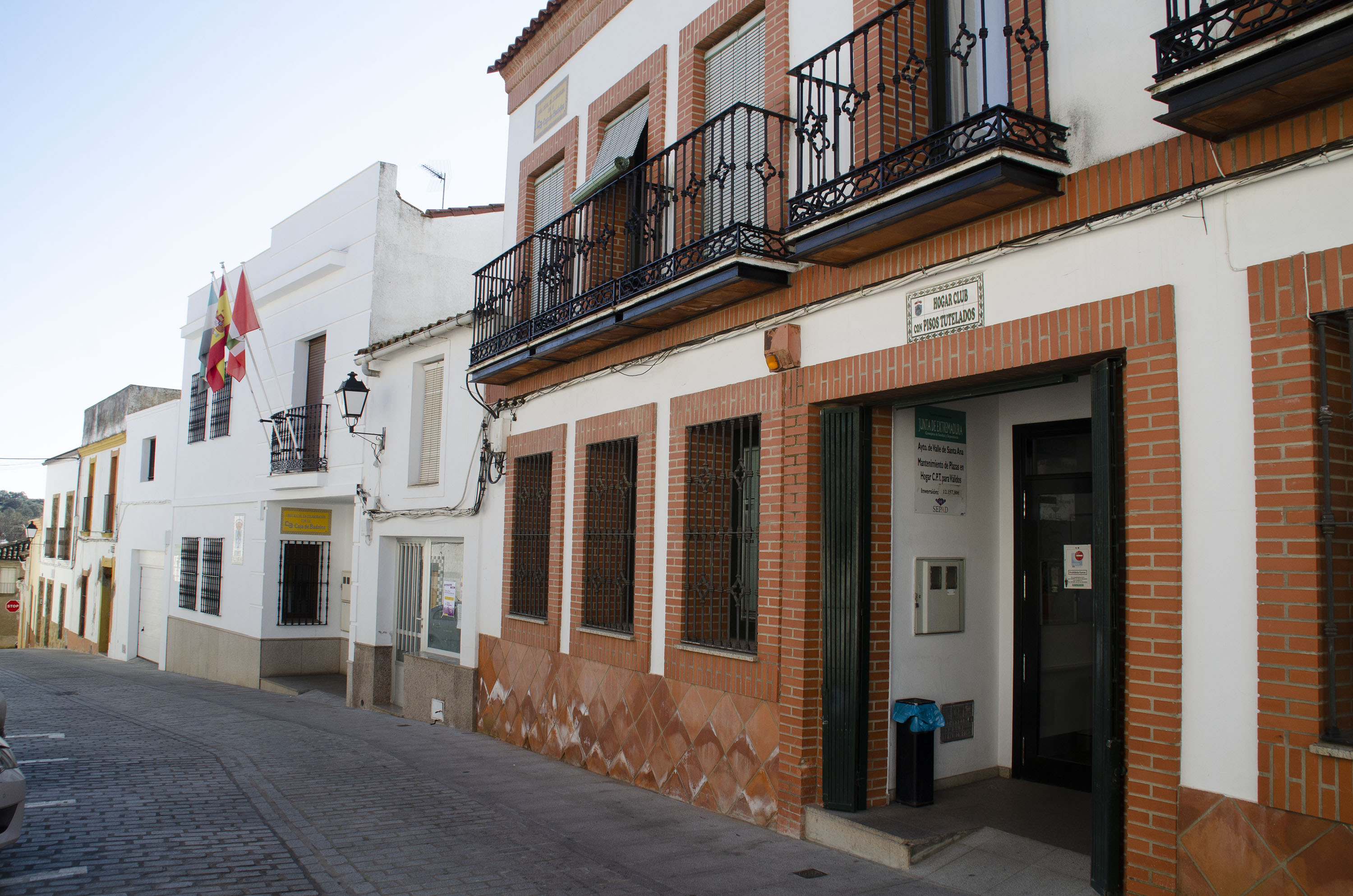
Rathaus